# Челиковићи
Челиковићи (хрв. Čelikovići) су насељено место у општини Сибињ, Бродско-посавска жупанија, Хрватска.

## Историја
До територијалне реорганизације у Хрватској били су у саставу старе општине Славонски Брод.

## Становништво
У попису становништва из 2011. године, Челиковићи су имали 60 становника.
| Број становника према пописима | Број становника према пописима | Број становника према пописима | Број становника према пописима | Број становника према пописима | Број становника према пописима | Број становника према пописима | Број становника према пописима | Број становника према пописима | Број становника према пописима | Број становника према пописима | Број становника према пописима | Број становника према пописима | Број становника према пописима | Број становника према пописима | Број становника према пописима |
| ------------------------------ | ------------------------------ | ------------------------------ | ------------------------------ | ------------------------------ | ------------------------------ | ------------------------------ | ------------------------------ | ------------------------------ | ------------------------------ | ------------------------------ | ------------------------------ | ------------------------------ | ------------------------------ | ------------------------------ | ------------------------------ |
| 1857                           | 1869                           | 1880                           | 1890                           | 1900                           | 1910                           | 1921                           | 1931                           | 1948                           | 1953                           | 1961                           | 1971                           | 1981                           | 1991                           | 2001                           | 2011                           |
| 194                            | 188                            | 162                            | 178                            | 177                            | 173                            | 170                            | 191                            | 218                            | 220                            | 195                            | 164                            | 121                            | 120                            | 95                             | 60                             |

Напомена: Године 1890. и 1900. исказивано под именом Челиковић Мала. Подаци од 1857. до 1880. те од 1910. до 1931. процењене су према укупном броју становника за некадашње насеље Одворци (Бродски Ступник). До 1931. исказивано за део насеља, а од 1948. као насеље.